# Ludwig IX. (Bayern)
Ludwig IX. der Reiche (* 23. Februar 1417 in Burghausen; † 18. Januar 1479 in Landshut) war Herzog von Bayern-Landshut in den Jahren 1450 bis 1479. Er war der zweite der drei „reichen Herzöge“, die Bayern-Landshut im 15. Jahrhundert regierten. 1463 schloss er nach siegreichem Feldzug den Prager Frieden. 1472 gründete er die Universität Ingolstadt, die spätere Ludwig-Maximilians-Universität in München.

## Frühe Jahre und Herrschaftsbeginn

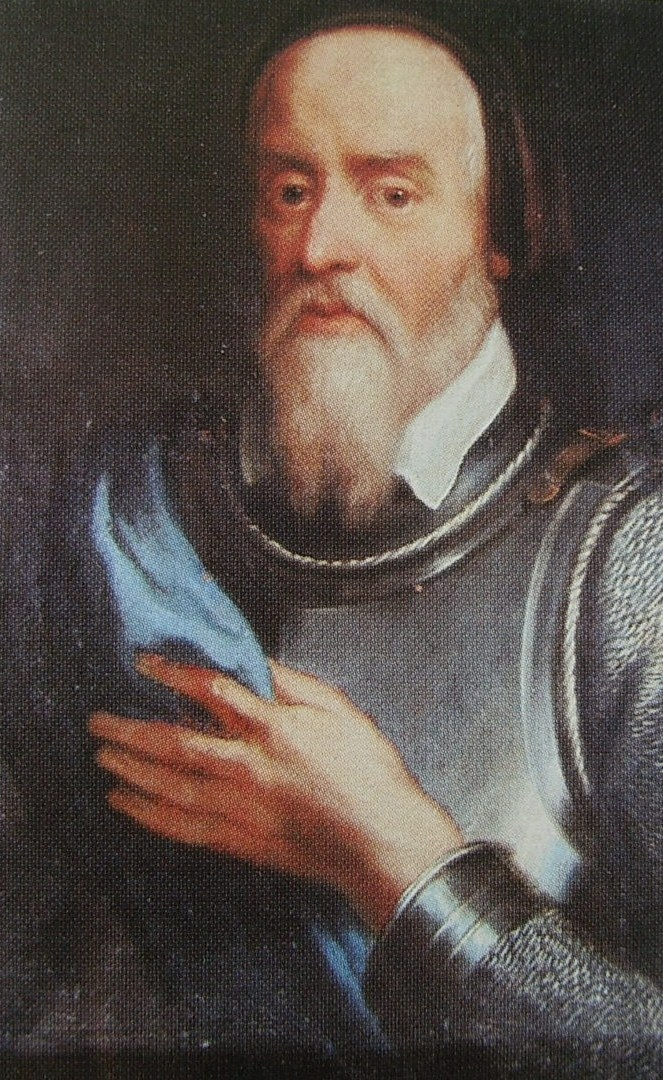
Herzog Ludwig der Reiche

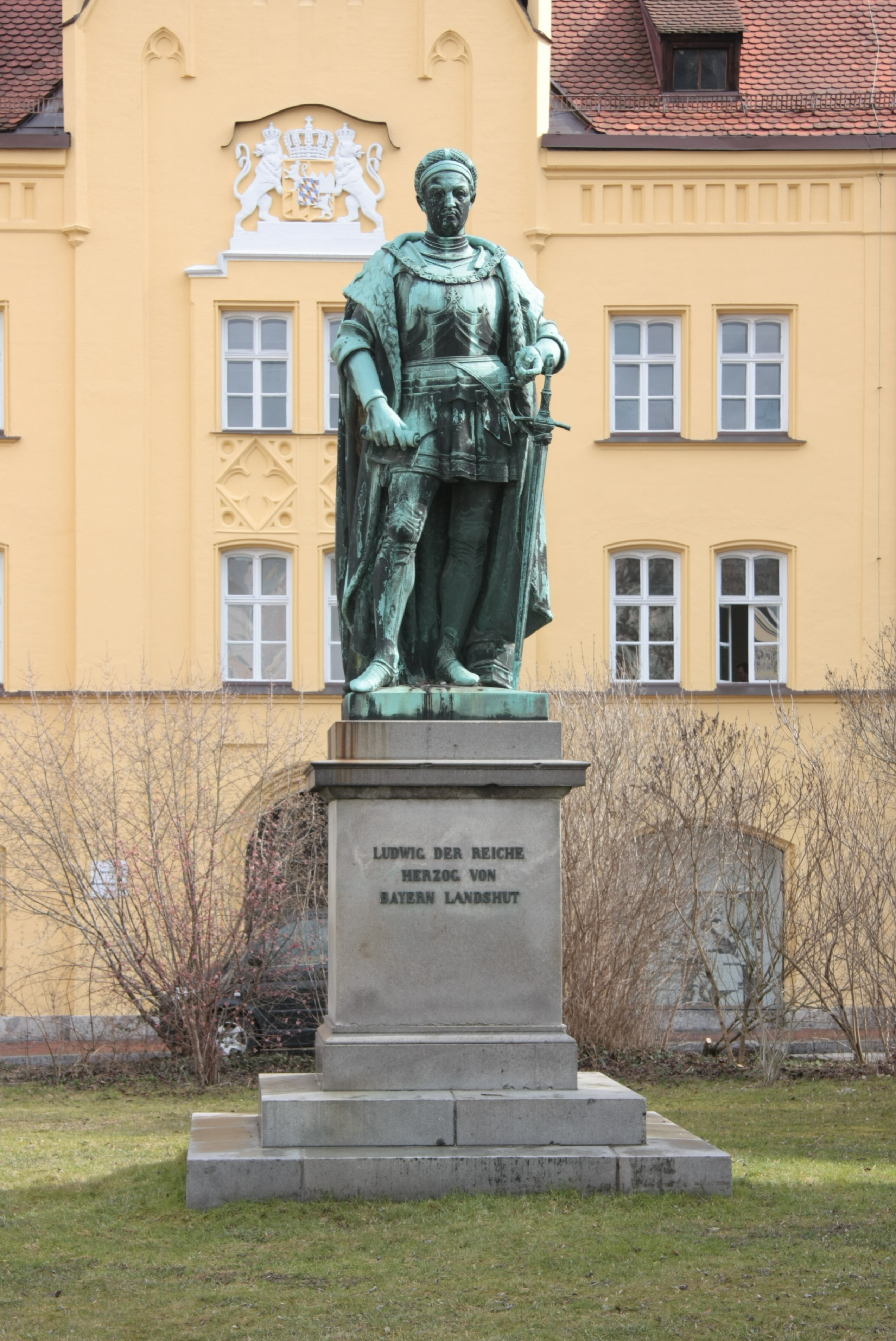
Denkmal für Herzog Ludwig den Reichen in Landshut

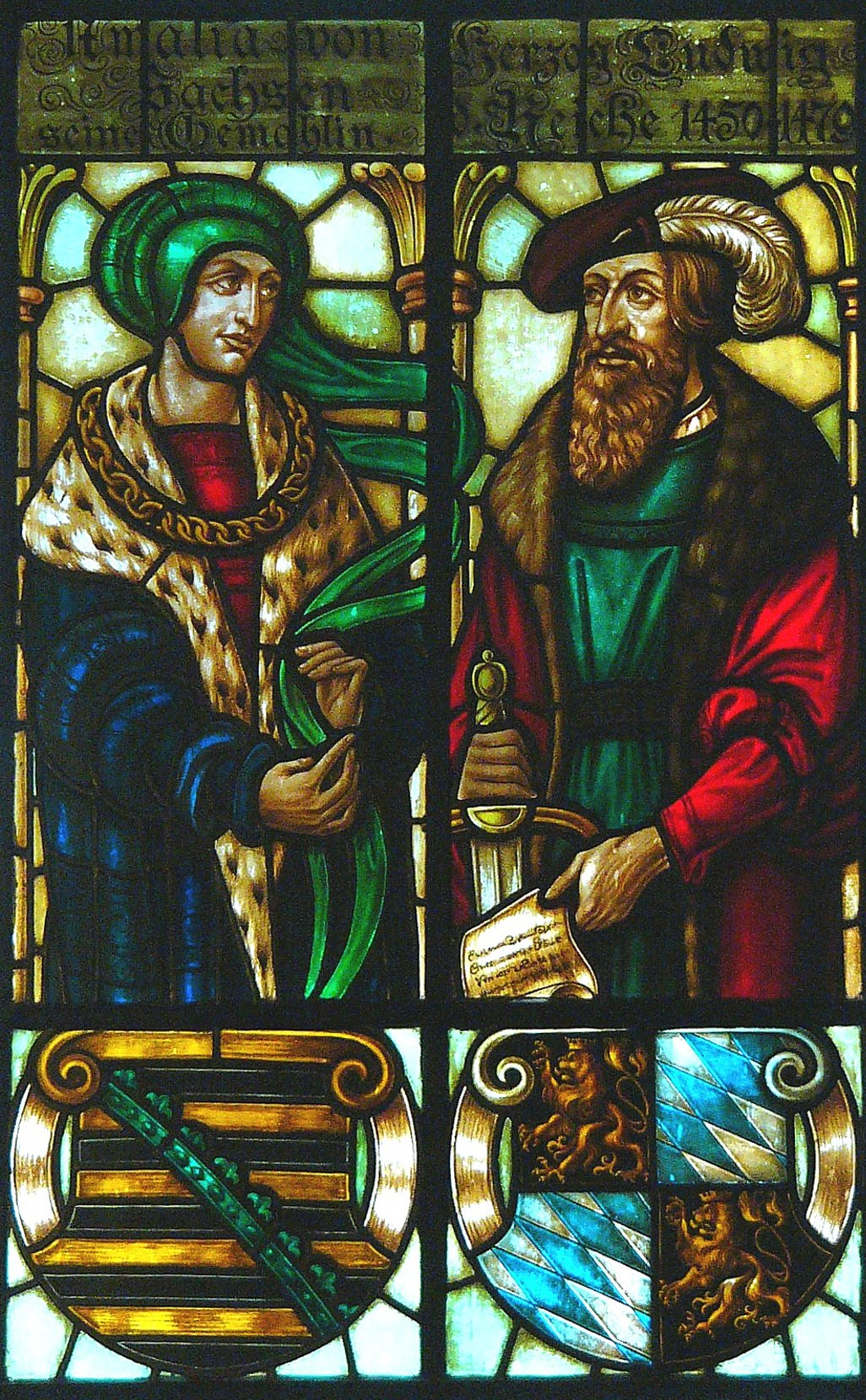
Amalia von Sachsen und Ludwig IX. (Bayern) in einem Fenster des Landshuter Rathauses

Ludwig wurde als Sohn Heinrichs des Reichen und seiner Frau Margarete von Österreich auf der Burg zu Burghausen geboren, wo er seine Kindheit und Jugend verbrachte. Mütterlicherseits war er daher ein Neffe von König Albrecht II. Die Sparsamkeit seines Vaters Heinrich machte auch vor seiner Familie in Burghausen nicht halt, so dass Ludwig später einen Hang zur Prunksucht entwickelte.
Nach dem Tod seines Vaters am 30. Juli 1450 Herzog geworden, nahm der 33-Jährige am 8. September in Landshut die Huldigung der Landstände entgegen. Am 5. Oktober ließ er alle Juden, die sein Vater geschützt hatte, in seinem Reich gefangen nehmen. Die Schuldbriefe der herzoglichen Räte und Diener wurden an die Aussteller zurückgegeben, und die übrigen Schuldner brauchten nur das Kapital unter Abzug der bereits bezahlten Zinsen zahlen. Nach einer Woche mussten alle Juden unter Mitnahme ihrer Habe das Land verlassen. Lediglich durch die Taufe konnten einige diesem Befehl entgehen. Damit befand sich Ludwig auf einer Linie mit dem Herzog in München, der ebenfalls die Juden vertrieben hatte.
Am 16. Dezember 1450 schloss Ludwig mit Albrecht III. von Bayern-München den Vertrag von Erding. Dieses Abkommen bestätigte ihm den bei weitem größten Teil des erledigten Herzogtums Bayern-Ingolstadt, das sein Vater bereits an sich gerissen hatte, wodurch Ludwig erheblich mächtiger wurde als sein Münchner Verwandter. Nur Lichtenberg, Baierbrunn und das Gericht Schwaben verblieben als Ingolstädter Pfandgabe bei Bayern-München. Auch Deggendorf fiel als Landshuter Pfand an Albrecht zurück.
Ludwigs berühmter Reichtum beruhte wie schon bei seinem Vater hauptsächlich auf dem Besitz der Bergwerke in den Herrschaften in Reichenhall und nun auch um Kitzbühel. Bei seiner prunkvollen Hochzeitsfeier 1452 bewirtete er eine Woche lang 22.000 Gäste und 9.000 Pferde auf seine Kosten. 1463 erhielt Herzogin Amalia dann von ihrem Gemahl wie einst dessen Mutter Schloss Burghausen als Wohnstätte zugewiesen, wofür er auch eine umfangreiche und strenge Hofordnung erließ.

## Bayerischer Krieg
Als im Sommer 1456 in der Reichsstadt Dinkelsbühl ein Dieb gehängt wurde, der erst auf herzoglichem Gebiet gefasst worden war, schickte Ludwig 1.500 Reiter in die Stadt. Er erzwang ein ehrenvolles Begräbnis des Gehenkten und die Zahlung eines Sühnegeldes von 1.000 Gulden. Nun erhob er Anspruch auf die Reichsstadt Donauwörth, die seiner Ansicht nach widerrechtlich dem Ingolstädter Herzog Ludwig dem Bärtigen enteignet worden war. Am 8. Oktober 1458 erschien ein starkes herzogliches Heer vor Donauwörth, das die Stadt nach elf Tagen Belagerung zur Kapitulation zwang. 
Kaiser Friedrich III. sprach wegen der Annexion Donauwörths 1459 die Reichsacht über Ludwig aus und übertrug die Vollstreckung dem Markgrafen Albrecht Achilles von Ansbach. Ludwig erkannte den Eichstätter Bischof Johann III. von Eych als Vermittler an. Als der Bischof jedoch zu seinen Ungunsten entschied, erklärte er ihm und dem Markgrafen Ende März 1460 den Krieg. Ludwig eroberte Eichstätt und die Stadt Roth, wo am 24. Juni 1460 mit der „Rother Richtung“ ein Vergleich beschlossen wurde. Am 13. Juli 1461 erklärte Kaiser Friedrich III. dem Bayernherzog den Krieg und bestellte Albrecht zum Reichshauptmann. Ludwig stand dagegen in einem Bündnis mit Friedrich I. von der Kurpfalz sowie mit Böhmen unter Georg Podiebrad. Der Konflikt zwischen Ludwig und Markgraf Albrecht wurde als Bayerischer Krieg zu einem Nebenschauplatz der Mainzer Stiftsfehde. Am 19. Juli 1462 besiegte Ludwig seinen Gegner in der Schlacht bei Giengen (Giengen an der Brenz), als dieser seinen Machtbereich in Franken ausdehnen wollte. Am 23. August 1462 schloss man in Nürnberg einen Waffenstillstand. Der Friede zu Prag, der Donauwörth als Reichsstadt bestätigte, beendete 1463 die Auseinandersetzung.

## Reformpolitik der späten Jahre
Im Jahr 1466 erhielt Ludwig von Papst Paul II. die Erlaubnis zur Reformation aller Klöster seines Herzogtums. Insbesondere die Franziskanerklöster waren durch den Empfang von zahlreichen Schenkungen aufgefallen, was dem Armutsgelübde ihrer Ordensregel widersprach. Es wurde die strenge Observanz eingeführt, um zum ursprünglichen Ideal zurückzufinden. Beispielsweise wurde der Konvent des Klosters St. Peter und Paul in Landshut, der daraufhin aufgrund seiner minoritischen Neigung das Kloster noch im Jahr 1466 verließ, gegen Observanten ausgetauscht.
1468 kam es zur Versöhnung Ludwigs mit dem Kaiser, innenpolitisch wandte sich der Herzog nun verstärkt dem Landesausbau sowie der wirtschaftlichen Konsolidierung zu. Unter den Räten Ludwigs befand sich der fähige Staatsmann Martin Mair. 1472 gründete Ludwig die schon seit längerer Zeit geplante Universität Ingolstadt, die spätere Ludwig-Maximilians-Universität München. Herzog Ludwig hatte sich bereits im April 1459 von Papst Pius II. das Stiftungsprivileg für eine bayerische Landesuniversität verleihen lassen. 1474 erließ Ludwig eine neue Landesordnung. 
Die Hochzeit seines Sohnes Georg mit der polnischen Prinzessin Jadwiga im Jahr 1475 ging als die Landshuter Hochzeit in die Geschichte ein. Wenige Jahre später starb Ludwig, der schon seit längerer Zeit an der Gicht und Übergewicht litt. Er wurde im Zisterzienserinnen-Kloster Seligenthal Landshut bestattet.

## Ehe und Nachkommen
Herzog Ludwig heiratete am 21. Februar 1452 in Landshut Prinzessin Amalia von Sachsen (1436–1501), Tochter des sächsischen Kurfürsten Friedrich II. und seiner Gattin Herzogin Margarethe von Österreich. Aus der Ehe gingen vier Kinder hervor:
- Elisabeth (1452–1457);
- Georg der Reiche (1455–1503) ⚭ 1475 Prinzessin Hedwig von Polen (1457–1502);
- Margarete (1456–1501) ⚭ 1474 Kurfürst Philipp der Aufrichtige von der Pfalz (1448–1508);
- Anna (*/† 1462).

## Ahnentafel
| Stephan II. von Bayern | Stephan II. von Bayern | Stephan II. von Bayern | Stephan II. von Bayern | Stephan II. von Bayern | Stephan II. von Bayern |                     |                     | Elisabeth von Sizilien | Elisabeth von Sizilien | Elisabeth von Sizilien | Elisabeth von Sizilien | Elisabeth von Sizilien | Elisabeth von Sizilien |                     |                     | Bernabò Visconti    | Bernabò Visconti    | Bernabò Visconti | Bernabò Visconti | Bernabò Visconti   | Bernabò Visconti   |                    |                    | Beatrice Regina della Scala | Beatrice Regina della Scala | Beatrice Regina della Scala | Beatrice Regina della Scala | Beatrice Regina della Scala    | Beatrice Regina della Scala |  |  | Albrecht III. von Österreich | Albrecht III. von Österreich | Albrecht III. von Österreich | Albrecht III. von Österreich | Albrecht III. von Österreich | Albrecht III. von Österreich |                             |                             | Beatrix von Nürnberg-Hohenzollern | Beatrix von Nürnberg-Hohenzollern | Beatrix von Nürnberg-Hohenzollern | Beatrix von Nürnberg-Hohenzollern | Beatrix von Nürnberg-Hohenzollern | Beatrix von Nürnberg-Hohenzollern |                          |                          | Albrecht I. von Straubing-Holland | Albrecht I. von Straubing-Holland | Albrecht I. von Straubing-Holland | Albrecht I. von Straubing-Holland | Albrecht I. von Straubing-Holland | Albrecht I. von Straubing-Holland |                           |                           | Margarete von Liegnitz-Brieg | Margarete von Liegnitz-Brieg | Margarete von Liegnitz-Brieg | Margarete von Liegnitz-Brieg | Margarete von Liegnitz-Brieg | Margarete von Liegnitz-Brieg |
| Stephan II. von Bayern | Stephan II. von Bayern | Stephan II. von Bayern | Stephan II. von Bayern | Stephan II. von Bayern | Stephan II. von Bayern |                     |                     | Elisabeth von Sizilien | Elisabeth von Sizilien | Elisabeth von Sizilien | Elisabeth von Sizilien | Elisabeth von Sizilien | Elisabeth von Sizilien |                     |                     | Bernabò Visconti    | Bernabò Visconti    | Bernabò Visconti | Bernabò Visconti | Bernabò Visconti   | Bernabò Visconti   |                    |                    | Beatrice Regina della Scala | Beatrice Regina della Scala | Beatrice Regina della Scala | Beatrice Regina della Scala | Beatrice Regina della Scala    | Beatrice Regina della Scala |  |  | Albrecht III. von Österreich | Albrecht III. von Österreich | Albrecht III. von Österreich | Albrecht III. von Österreich | Albrecht III. von Österreich | Albrecht III. von Österreich |                             |                             | Beatrix von Nürnberg-Hohenzollern | Beatrix von Nürnberg-Hohenzollern | Beatrix von Nürnberg-Hohenzollern | Beatrix von Nürnberg-Hohenzollern | Beatrix von Nürnberg-Hohenzollern | Beatrix von Nürnberg-Hohenzollern |                          |                          | Albrecht I. von Straubing-Holland | Albrecht I. von Straubing-Holland | Albrecht I. von Straubing-Holland | Albrecht I. von Straubing-Holland | Albrecht I. von Straubing-Holland | Albrecht I. von Straubing-Holland |                           |                           | Margarete von Liegnitz-Brieg | Margarete von Liegnitz-Brieg | Margarete von Liegnitz-Brieg | Margarete von Liegnitz-Brieg | Margarete von Liegnitz-Brieg | Margarete von Liegnitz-Brieg |
|                        |                        |                        |                        |                        |                        |                     |                     |                        |                        |                        |                        |                        |                        |                     |                     |                     |                     |                  |                  |                    |                    |                    |                    |                             |                             |                             |                             |                                |                             |  |  |                              |                              |                              |                              |                              |                              |                             |                             |                                   |                                   |                                   |                                   |                                   |                                   |                          |                          |                                   |                                   |                                   |                                   |                                   |                                   |                           |                           |                              |                              |                              |                              |                              |                              |
|                        |                        |                        |                        | Friedrich der Weise    | Friedrich der Weise    | Friedrich der Weise | Friedrich der Weise | Friedrich der Weise    | Friedrich der Weise    |                        |                        |                        |                        |                     |                     |                     |                     |                  |                  | Maddalena Visconti | Maddalena Visconti | Maddalena Visconti | Maddalena Visconti | Maddalena Visconti          | Maddalena Visconti          |                             |                             |                                |                             |  |  |                              |                              |                              |                              | Albrecht IV. von Österreich  | Albrecht IV. von Österreich  | Albrecht IV. von Österreich | Albrecht IV. von Österreich | Albrecht IV. von Österreich       | Albrecht IV. von Österreich       |                                   |                                   |                                   |                                   |                          |                          |                                   |                                   |                                   |                                   | Johanna Sophie von Bayern         | Johanna Sophie von Bayern         | Johanna Sophie von Bayern | Johanna Sophie von Bayern | Johanna Sophie von Bayern    | Johanna Sophie von Bayern    |                              |                              |                              |                              |
|                        |                        |                        |                        | Friedrich der Weise    | Friedrich der Weise    | Friedrich der Weise | Friedrich der Weise | Friedrich der Weise    | Friedrich der Weise    |                        |                        |                        |                        |                     |                     |                     |                     |                  |                  | Maddalena Visconti | Maddalena Visconti | Maddalena Visconti | Maddalena Visconti | Maddalena Visconti          | Maddalena Visconti          |                             |                             |                                |                             |  |  |                              |                              |                              |                              | Albrecht IV. von Österreich  | Albrecht IV. von Österreich  | Albrecht IV. von Österreich | Albrecht IV. von Österreich | Albrecht IV. von Österreich       | Albrecht IV. von Österreich       |                                   |                                   |                                   |                                   |                          |                          |                                   |                                   |                                   |                                   | Johanna Sophie von Bayern         | Johanna Sophie von Bayern         | Johanna Sophie von Bayern | Johanna Sophie von Bayern | Johanna Sophie von Bayern    | Johanna Sophie von Bayern    |                              |                              |                              |                              |
|                        |                        |                        |                        |                        |                        |                     |                     |                        |                        |                        |                        |                        |                        |                     |                     |                     |                     |                  |                  |                    |                    |                    |                    |                             |                             |                             |                             |                                |                             |  |  |                              |                              |                              |                              |                              |                              |                             |                             |                                   |                                   |                                   |                                   |                                   |                                   |                          |                          |                                   |                                   |                                   |                                   |                                   |                                   |                           |                           |                              |                              |                              |                              |                              |                              |
|                        |                        |                        |                        |                        |                        |                     |                     |                        |                        |                        |                        | Heinrich der Reiche    | Heinrich der Reiche    | Heinrich der Reiche | Heinrich der Reiche | Heinrich der Reiche | Heinrich der Reiche |                  |                  |                    |                    |                    |                    |                             |                             |                             |                             |                                |                             |  |  |                              |                              |                              |                              |                              |                              |                             |                             |                                   |                                   |                                   |                                   | Margarete von Österreich          | Margarete von Österreich          | Margarete von Österreich | Margarete von Österreich | Margarete von Österreich          | Margarete von Österreich          |                                   |                                   |                                   |                                   |                           |                           |                              |                              |                              |                              |                              |                              |
|                        |                        |                        |                        |                        |                        |                     |                     |                        |                        |                        |                        | Heinrich der Reiche    | Heinrich der Reiche    | Heinrich der Reiche | Heinrich der Reiche | Heinrich der Reiche | Heinrich der Reiche |                  |                  |                    |                    |                    |                    |                             |                             |                             |                             |                                |                             |  |  |                              |                              |                              |                              |                              |                              |                             |                             |                                   |                                   |                                   |                                   | Margarete von Österreich          | Margarete von Österreich          | Margarete von Österreich | Margarete von Österreich | Margarete von Österreich          | Margarete von Österreich          |                                   |                                   |                                   |                                   |                           |                           |                              |                              |                              |                              |                              |                              |
|                        |                        |                        |                        |                        |                        |                     |                     |                        |                        |                        |                        |                        |                        |                     |                     |                     |                     |                  |                  |                    |                    |                    |                    |                             |                             |                             |                             |                                |                             |  |  |                              |                              |                              |                              |                              |                              |                             |                             |                                   |                                   |                                   |                                   |                                   |                                   |                          |                          |                                   |                                   |                                   |                                   |                                   |                                   |                           |                           |                              |                              |                              |                              |                              |                              |
|                        |                        |                        |                        |                        |                        |                     |                     |                        |                        |                        |                        |                        |                        |                     |                     |                     |                     |                  |                  |                    |                    |                    |                    |                             |                             |                             |                             | Ludwig IX. von Bayern-Landshut |                             |  |  |                              |                              |                              |                              |                              |                              |                             |                             |                                   |                                   |                                   |                                   |                                   |                                   |                          |                          |                                   |                                   |                                   |                                   |                                   |                                   |                           |                           |                              |                              |                              |                              |                              |                              |

## Film
- Der Turm voller Gulden. Die reichen Herzöge von Baiern-Landshut. Ein Film von Bernhard Graf, BR 2003